# Klaus Fisch
Klaus Fisch (* 23. Juni 1893 in Sehlem; † 15. November 1975 in Düren) war ein deutscher Maler.
Er malte hauptsächlich Bildnisse, Porträts, figürliche Kompositionen und Landschaften. Wegen seiner Bilder über die Eifel wurde er Eifelmaler genannt.
Von Trier, der ersten Station seines künstlerischen Schaffens, ging er zur Kunstakademie München, von wo aus er als Meisterschüler des Schweizers Hans Beatus Wieland zu Studienaufenthalten nach Italien und in die Schweiz ging. In den 1950er Jahren überließ die Stadt Düren Fisch eine Baracke der Schweizer Siedlung als Atelier. Dafür malte er einige kostenlose Bilder. 
Zwischen den beiden Weltkriegen beschickte er zahlreiche Ausstellungen. Auch spanische, französische und amerikanische Galerien und Museen widmeten ihm umfangreiche Expositionen.
Er porträtierte unter anderem Jean Sibelius, Sven Hedin und Paul von Hindenburg.

## Ausstellungen, Auszug
- Ausstellung zum 80. Geburtstag im Leopold-Hoesch-Museum Düren, 1973
- Maler der Eifel, Jubiläumsausstellung anlässlich des 100-jährigen Bestehens des Eifelvereins in Bad Bertrich, 1988
- Bilder der Eifel im Haus des Gastes in Heimbach, 2007